# Arduino Garelli
Arduino Garelli (Bardolino, 9 settembre 1889 – Castellamonte, 12 ottobre 1953) è stato un generale italiano pluridecorato del Regio Esercito. Durante la seconda guerra mondiale fu ricordato per il suo ruolo a Cefalonia (1942-43) e in Sardegna (1943-44)..

## Biografia
Nacque a Bardolino il 9 settembre 1889, figlio di Roberto. Arruolatosi nel Regio Esercito dal 1909 fu allievo presso l'Regia Accademia Militare di Fanteria e Cavalleria di Modena dalla quale uscì come sottotenente assegnato all'arma di fanteria, in servizio dapprima presso il 65º Reggimento fanteria, e poi presso il 66º Reggimento fanteria.
Promosso tenente, dopo l'entrata in guerra del Regno d'Italia, avvenuta il 24 maggio 1915, combatté sul fronte italiano venendo promosso capitano il 18 agosto dello stesso anno. Divenuto maggiore il 13 settembre 1917, fu effettivo al 233º Reggimento fanteria. Al termine della Grande Guerra risultava decorato con una medaglia di bronzo al valor militare,  e fu poi assegnato al Regio corpo truppe coloniali della Somalia italiana.
Effettivo in Italia al 71º Reggimento fanteria, dal 17 novembre 1923 passò al Regio corpo truppe coloniali d'Eritrea, comandando da maggiore, l'XI Battaglione eritreo e ottenendo una medaglia d'argento al valor militare per il fatto d'arme di Buerat, in Tripolitania, il 17-19 aprile 1924. Trasferitosi dal maggio seguente in Cirenaica, ottenne altre due medaglie d'argento e una croce di guerra al valor militare per il complesso dell'attività di polizia coloniale durato fino all'aprile del 1926.
Da tenente colonnello, grado indossato il 2 marzo 1927, passò d'autorità dal 20 maggio 1928 dal Regio corpo truppe coloniali d'Eritrea a quello della Cirenaica, permanendo in quest'ultima provincia e venendo decorato con una nuova medaglia di bronzo al valor militare.
Rientrato in Italia, fu prima assegnato al comando del Distretto militare di Torino, per poi passare ancora d'autorità, dal 28 marzo 1936, al comando di un battaglione libico nella Sirtica e, dal 9 ottobre seguente, uno stesso reparto in Eritrea.
Da colonnello, nomina avvenuta il 1º gennaio 1937, partecipò, al comando della XI Brigata coloniale, alle grandi operazioni di polizia coloniale in Africa Orientale Italiana contro le formazioni dei guerriglieri, venendo decorato con altre due medaglie d'argento al valor militare.
Rientrato in Patria, fu assegnato in servizio presso il comando della zona militare di Torino, rientrando dall'Eritrea l'8 novembre 1937 e poi, dal 1940, fu trasferito al Regio corpo truppe coloniali della Libia.
Dal 6 aprile 1941 fu dapprima in servizio presso lo stato maggiore del I Corpo d'armata a Torino e in seguito, dal 22 agosto, al Corpo di Spedizione Italiano in Russia (CSIR), per incarichi speciali.
Dal 1º gennaio 1942, promosso generale di brigata e rientrato a Torino, fu prima al comando della fanteria dalla 33ª Divisione fanteria "Acqui", impiegata nell'isola di Cefalonia (10 maggio 1942 - 15 giugno 1943) e poi, sostituito dal generale Luigi Gherzi dal giugno 1943, al comando della fanteria della 31ª Divisione fanteria "Calabria" a Sassari; dal 1º settembre seguente ne divenne il comandante facente funzioni sostituendo il generale Giovanni Casula.
Dopo l'armistizio dell'8 settembre 1943 permase al comando della Calabria fino al 1944, nel frattempo divenuta divisione per la sicurezza interna, con compiti essenzialmente di ordine pubblico.
Nel dopoguerra è stato il primo presidente della sezione torinese dell'Associazione Divisione "Acqui".
Decedette nel 1953 a Castellamonte.

### Fonti
1. 1 2 3 4 5  Generals.
2. ↑  Ufficio Storico Stato Maggiore dell'Esercito 1979, p. 97.
3. ↑  Ufficio Storico Stato Maggiore dell'Esercito 1979, p. 130.
4. ↑  Registrato alla Corte dei conti lì 17 novembre 1939, registro n.2 Africa Italiana, foglio n.159.
5. ↑  Registrato alla Corte dei conti lì 25 giugno 1939, registro n.6 Africa Italiana, foglio n.148.
6. ↑  Registrato alla Corte dei conti addì 19 dicembre 1935, registro n.14 colonie, foglio n.210.
7. ↑  Gazzetta Ufficiale del Regno d'Italia n.11 del 14 gennaio 1928, pag.206.